# 十屋镇
十屋镇，是中华人民共和国吉林省长春市公主岭市下辖的一个乡镇级行政单位。

## 行政区划
十屋镇下辖以下地区：
十屋社区、前十屋村、后十屋村、二里界村、束龙岱村、三道圈村、双河村、三门李村、林源村、丁家窝堡村、跃进村、利民村、韦家窝堡村和林丰村。